# Clásico Chacarita Juniors-Tigre
El Clásico Chacarita Juniors-Tigre, o simplemente Chacarita-Tigre, es la denominación de un partido de fútbol que enfrenta a dos equipos populares de la Zona Norte del Gran Buenos Aires, convirtiéndolo en uno de los clásicos del fútbol argentino de mayor rivalidad y más importantes entre dos clubes metropolitanos.
Chacarita Juniors pertenece a la localidad de Villa Maipú, distrito de San Martín, mientras que Tigre es de la localidad de Victoria, partido de San Fernando. La cercanía geográfica y la convivencia de sus parcialidades en la Zona Norte del Gran Buenos Aires acrecentó la antipatía entre sus aficionados.

## Historia
Tigre fue fundado el 3 de agosto de 1902, mientras que Chacarita Juniors fue fundado el 1 de mayo de 1906. Disputaron su primer partido oficial el 3 de abril de 1927 en el Estadio de Rincón de Milberg (primer recinto de Tigre) con triunfo de Chacarita 4 a 1, por el campeonato de Primera División. Si bien existía una convivencia pacífica y amistosa entre sus aficiones, todo cambió hace 42 años, en 1983. 

### Origen del clásico
En un amistoso jugado en Villa Maipú, un jugador del Matador fracturó a Rodríguez, ícono de Chacarita, se armó una pelea entre los propios jugadores, y los hinchas de Chacarita y Tigre no se quedaron afuera enfrentándose también.
Se intentó recomponer la relación entre las parcialidades, pero en una reunión realizada posteriornente, el exceso de alcohol y las recriminaciones de los barras de Chacarita y Tigre hicieron que terminara en otro fuerte enfrentamiento, por lo que se distanciaron y dieron paso de la afinidad al odio, naciendo una de las mayores rivalidades del fútbol argentino. Sin embargo, cuando debían jugar dos partidos definitorios, las dirigencias de ambos clubes, preocupadas por posibles incidentes, les pidieron una tregua a ambas hinchadas.

Chaca y Tigre protagonizaron un hecho por demás insólito y que tiene muy pocos antecedentes: Establecer una tregua por un par de partidos. El año 1983 estaba llegando a su fin, Chacarita y Tigre eran los favoritos, pero el fixture octogonal los hizo cruzar en cuartos de final. Ante el inminente choque entre las hinchadas de Chaca y Tigre, los dirigentes de ambas instituciones se reunieron con los respectivos "Capos" de sendas barras para pedirles que no se produjeran incidentes, principalmente para evitar fatales consecuencias."Los hinchas no estaban muy convencidos, pero finalmente se decidieron a firmar una tregua por un par de partidos del octogonal. Se comprometieron a no ocasionar incidentes tanto en San Martín como en Victoria. Algunos memoriosos se acordarán de una histórica foto publicada en el diario Crónica, en la cual los jefes de ambas hinchadas posaban juntos, como importantes diplomáticos que acababan de decretar la paz entre dos países". El primer partido se jugo en San Martín, donde no se registraron problemas y el pacto se cumplió al pie de la letra, aunque los cánticos de amenazas se hacían escuchar. "En el partido revancha la historia sería muy diferente. Increíblemente preparado para jugarse en horario nocturno un día laborable, mucha gente fue hasta Victoria, donde todo parecía que iba a estar muy tranquilo pero con la llegada de la barra visitante comenzarían los problemas". Durante el entretiempo vendría lo peor. Comenzaron las agresiones entre las hinchadas, las piedras iban y venían. Los "capos" de las hinchadas intentaban calmar a sus simpatizantes y mantener el orden. Pero solo bastó con que una botella volara hacia la tribuna tricolor para que se rompiera con el pacto de paz y empezara una verdadera guerra. Las botellas, piedras y maderas iban y venían de una tribuna a la otra. Los hinchas se peleaban a través de un alambrado y todo era un caos. Después de 20 minutos, pudo comenzar el segundo tiempo. El partido sufrió muchas interrupciones, la peor fue cuando Tigre empató con dos tantos de penal. Los hinchas de Chaca quemaron varios tablones y los arrojaron al campo de juego. Las agresiones seguían y hasta los jueces recibieron varios proyectiles. Finalmente, casi tres horas después 

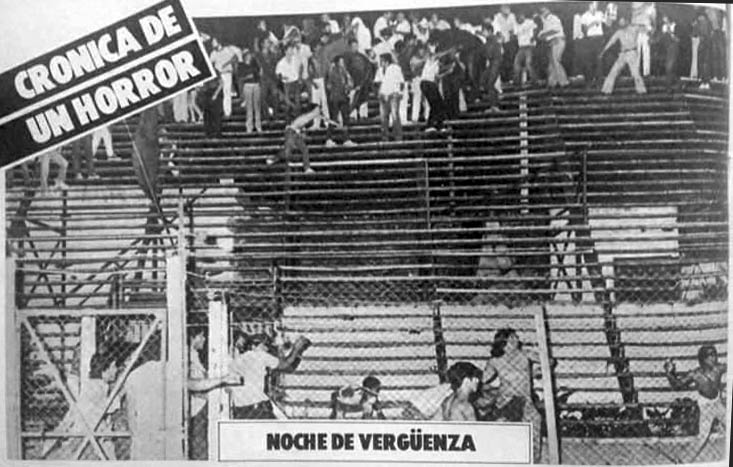
Hinchas de Tigre lanzan proyectiles a la tribuna de Chacarita. El pacto de no beligerancia entre las hinchadas quedó roto. Hubo agresiones y violencia.
Diario La Razón, miércoles 13 de diciembre de 1983.

de haberse iniciado, finalizó el partido cuando Chacarita superó a Tigre en la definición por penales.
Extracto; Revista Ascenso, 17 de marzo de 1999, crónica de Marcelo Dore

En diciembre de 1983 volvieron a enfrentarse en dos partidos definitorios por los cuartos de final del octogonal de Primera B. Si bien en Villa Maipú no se registraron incidentes, las parcialidades se enviaron cánticos de amenazas. En la revancha en Victoria no respetaron la tregua de no agresión y se generó una batalla entre ambas hinchadas en el entretiempo. Los hinchas comenzaron a arrojarse proyectiles y se enfrentaron dentro y fuera del estadio. El partido estuvo cerca de suspenderse, terminando casi tres horas después con triunfo de Chacarita por penales. Volvieron a acometerse mutuamente en las inmediaciones del estadio donde también hubo incidentes con la policía montada que intentaba detener los intercambios entre las aficiones, dando paso a la fuerte rivalidad que se acrecentó con el paso de las décadas, convirtiéndose en uno de los clásicos del fútbol argentino más violentos.

## Historial y partidos disputados
Para confeccionar la siguiente tabla se toman en cuenta todos los partidos oficiales reconocidos por AFA.
Primer partido: 3 de abril de 1927.
Último partido: 24 de marzo/17 de abril de 2024.

### Historial
| Competición      | Partidos |    |    | Empates |
| ---------------- | -------- | -- | -- | ------- |
| Primera División | 45       | 22 | 12 | 11      |
| Segunda División | 29       | 10 | 11 | 8       |
| Tercera División | 8        | 5  | 1  | 2       |
| Copas nacionales | 3        | 1  | 1  | 1       |
| Total            | 85       | 38 | 25 | 22      |

### Partidos oficiales
| #  | Torneo                              | Ronda | Estadio                  | Local     | Resultado   | Visitante | Goles (L)                                                                     | Goles (V)                                              |
| -- | ----------------------------------- | ----- | ------------------------ | --------- | ----------- | --------- | ----------------------------------------------------------------------------- | ------------------------------------------------------ |
| 1  | Primera División 1927               | 3°    | Rincón de Milberg        | Tigre     | 1-4         | Chacarita | Juan Haedo                                                                    | Renato Cesarini, Juan Raggio, José Gaslini (2)         |
| 2  | Primera División 1928               | 11°   | Ant. Chacarita Juniors   | Chacarita | 1-1         | Chacarita | Renato Cesarini                                                               | Juan Haedo                                             |
| 3  | Primera División 1930               | 27°   | Ant. Chacarita Juniors   | Chacarita | 2-0         | Tigre     | Armando Stagnaro, Pedro Stuchetti                                             |                                                        |
| 4  | Primera División 1931               | 12°   | Rincón de Milberg        | Tigre     | 3-3         | Chacarita | Roberto Olmo, Juan Haedo (2)                                                  | Eduardo Alterio, Emilio Sampayo (2)                    |
| 5  | Primera División 1931               | 29°   | Ant. Platense            | Chacarita | 4-2         | Tigre     | Demetrio Busti, Marcos Díaz, Benjamín Coria (2)                               | Bibiano Lorenzo (2)                                    |
| 6  | Primera División 1932               | 9°    | Ant. Argentinos Juniors  | Chacarita | 2-2         | Tigre     | Pedro Stochetti, Luis Díaz                                                    | Federico Sachs, Santiago Belardinelli                  |
| 7  | Primera División 1932               | 26°   | Rincón de Milberg        | Tigre     | 2-3         | Chacarita | Juan Haedo (2)                                                                | Luis Díaz, Pedro Stochetti (2)                         |
| 8  | Primera División 1933               | 1°    | Ant. Chacarita Juniors   | Chacarita | 3-1         | Tigre     | Emilio Del Prete, Marcos Díaz, Pedro Stochetti                                | José Iglesias                                          |
| 9  | Primera División 1933               | 18°   | Rincón de Milberg        | Tigre     | 2-0         | Chacarita | Julio Benavídez, Oscar Lasalle                                                |                                                        |
| 10 | Primera División 1935               | 11°   | Alvear y Tagle           | Tigre     | 1-3         | Chacarita | Aquiles Baglietto                                                             | Miguel Corna, Alfredo Gáspari, Alfredo Lauces (e)      |
| 11 | Primera División 1935               | 28°   | Ant. Chacarita Juniors   | Chacarita | 1-1         | Tigre     | Angel Chazarreta                                                              | Adolfo Juárez                                          |
| 12 | Copa de Honor 1936                  | R1    | Alvear y Tagle           | Tigre     | 0-3         | Chacarita |                                                                               | Renato Cesarini, José García (2)                       |
| 13 | Primera División 1936               | CC    | Ant. Chacarita Juniors   | Chacarita | 4-2         | Tigre     | Agustín Cascio (3), Santiago Oubiñas (e)                                      | Celestino Guelvenzú, Éibar Ríos                        |
| 14 | Primera División 1937               | 2°    | José Dellagiovanna       | Tigre     | 1-2         | Chacarita | Iván De la Villa                                                              | Ricardo Barraza, Agustín Cascio                        |
| 15 | Primera División 1937               | 20°   | Ant. Chacarita Juniors   | Chacarita | 2-1         | Tigre     | César Roggero, Alberto Palomino                                               | Éibar Ríos                                             |
| 16 | Primera División 1938               | 12°   | José Dellagiovanna       | Tigre     | 2-1         | Chacarita | Éibar Ríos, Juan Marvezy                                                      | Alberto Palomino                                       |
| 17 | Primera División 1938               | 29°   | Ant. Chacarita Juniors   | Chacarita | 6-2         | Tigre     | Roberto Rodríguez, Alberto Galateo, Ricardo Barraza (2), Alberto Palomino (2) | Éibar Ríos, Aníbal Troncoso                            |
| 18 | Primera División 1939               | 13°   | Ant. Chacarita Juniors   | Chacarita | 3-1         | Tigre     | Carlos Lara, Rogelio Barros, Manuel Aragüez                                   | Gerardo Videla                                         |
| 19 | Primera División 1939               | 30°   | José Dellagiovanna       | Tigre     | 2-1         | Chacarita | Raimundo Sandoval, Juan Marvezy                                               | Manuel Araguez                                         |
| 20 | Primera División 1940               | 11°   | José Dellagiovanna       | Tigre     | 4-1         | Chacarita | Raimundo Sandoval, Juan Marvezy (3)                                           | Marco Aurelio                                          |
| 21 | Primera División 1940               | 28°   | Ant. Chacarita Juniors   | Chacarita | 1-1         | Tigre     | Raúl Setién                                                                   | Raimundo Sandoval                                      |
| 22 | Primera División 1942               | 13°   | José Dellagiovanna       | Tigre     | 1-1         | Chacarita | Ismael Rivero                                                                 | Mario Sierro                                           |
| 23 | Primera División 1942               | 28°   | Ant. Chacarita Juniors   | Chacarita | 3-0         | Tigre     | Carlos Viyella, Juan Lorenzo, Fabio Cassán                                    |                                                        |
| 24 | Primera División 1946               | 11°   | Chacarita Juniors        | Chacarita | 5-3         | Tigre     | Octavio Caserio, Marcos Busico, Luis Lanchini (3)                             | Domingo Lazarte, Juan Collere (2)                      |
| 25 | Primera División 1946               | 26°   | Ant. Platense            | Tigre     | 3-1         | Chacarita | Pascual Giorgetti, Vicente Mauriño, Domingo Lazarte                           | Atilio Tanzi                                           |
| 26 | Primera División 1947               | 9°    | Chacarita Juniors        | Chacarita | 4-2         | Tigre     | Enrique Pessarini, José Coll, Francisco Campana, Marcos Busico                | Antonio Gómez, Héctor Ingunza                          |
| 27 | Primera División 1947               | 24°   | José Dellagiovanna       | Tigre     | 3-1         | Chacarita | Humberto Fiore, Antonio Gómez (2)                                             | Marcos Busico                                          |
| 28 | Primera División 1948               | 6°    | Chacarita Juniors        | Chacarita | 0-1         | Tigre     |                                                                               | Alberto Cardona                                        |
| 29 | Primera División 1948               | 21°   | José Dellagiovanna       | Tigre     | 1-3         | Chacarita | Luis Cesáreo                                                                  | Enrique Pessarini, Francisco Campana, Humberto De Luca |
| 30 | Primera División 1949               | 13°   | José Dellagiovanna       | Tigre     | 0-0         | Chacarita |                                                                               |                                                        |
| 31 | Primera División 1949               | 30°   | Chacarita Juniors        | Chacarita | 4-2         | Tigre     | Andrés de Lorenzo, Enrique Pessarini (3)                                      | Cándido González, Alberto Cardona                      |
| 32 | Primera División 1950               | 10°   | José Dellagiovanna       | Tigre     | 1-0         | Chacarita | Isaac Scliar                                                                  |                                                        |
| 33 | Primera División 1950               | 27°   | Chacarita Juniors        | Chacarita | 1-1         | Tigre     | José Coll                                                                     | Isaac Scliar                                           |
| 34 | Primera División 1954               | 13°   | Chacarita Juniors        | Chacarita | 0-1         | Tigre     |                                                                               | Ernesto Cucchiaroni                                    |
| 35 | Primera División 1954               | 28°   | José Dellagiovanna       | Tigre     | 1-3         | Chacarita | José Chirico                                                                  | Perfecto Rodríguez, Julio Costa, Antonio Barta         |
| 36 | Copa Provincia de Buenos Aires 1955 | RS    | Ant. Platense            | Tigre     | 2-0         | Chacarita | Rodolfo Bores, Eugenio Aguilar                                                |                                                        |
| 37 | Primera División 1955               | 15°   | Chacarita Juniors        | Chacarita | 3-0         | Tigre     | Julio Ravelli, Perfecto Rodríguez (2)                                         |                                                        |
| 38 | Primera División 1955               | 30°   | José Dellagiovanna       | Tigre     | 2-2         | Chacarita | Eugenio Aguilar, Nicolás Gómez                                                | Enrique Esquide, Mario Pavez                           |
| 39 | Primera División 1956               | 5°    | José Dellagiovanna       | Tigre     | 2-1         | Chacarita | Luis Cesáreo, Héctor de Bourgoing                                             | Carlos Etcheverry                                      |
| 40 | Primera División 1956               | 20°   | Chacarita Juniors        | Chacarita | 0-1         | Tigre     |                                                                               | Tucho Méndez                                           |
| 41 | Primera B 1959                      | 13°   | José Dellagiovanna       | Tigre     | 2-1         | Chacarita | Bernardo Guastavino, Mario Pujol                                              | Rodríguez Varela                                       |
| 42 | Primera B 1959                      | 30°   | Chacarita Juniors        | Chacarita | 3-0         | Tigre     | Raúl Savoy, Eduardo Restivo (2)                                               |                                                        |
| 43 | Campeonato Metropolitano 1967       | TR    | José Dellagiovanna       | Tigre     | 0-0         | Chacarita |                                                                               |                                                        |
| 44 | Campeonato Metropolitano 1967       | TR    | Chacarita Juniors        | Chacarita | 3-2         | Tigre     | Jorge Olmedo, Ernesto Alonso, Ángel Marcos                                    | René Herrera (2)                                       |
| 45 | Campeonato Metropolitano 1968       | 11°   | Chacarita Juniors        | Chacarita | 2-0         | Tigre     | Jorge Gómez, Oscar Amarilla                                                   |                                                        |
| 46 | Campeonato Metropolitano 1968       | 22°   | José Dellagiovanna       | Tigre     | 1-3         | Chacarita | Albino Valentini                                                              | Leonardo Recúpero, García Cambón, Néstor Rambert       |
| 47 | Primera B 1982                      | 8°    | José Dellagiovanna       | Tigre     | 1-3         | Chacarita | Oscar Delarocca                                                               | Enrique Borrelli, Osvaldo Ingrao, Jorge Melado         |
| 48 | Primera B 1982                      | 29°   | Chacarita Juniors        | Chacarita | 4-0         | Tigre     | Gustavo Yalvé, Guillermo Rodríguez, Osvaldo Ingrao (2)                        |                                                        |
| 49 | Primera B 1983                      | 20°   | José Dellagiovanna       | Tigre     | 0-0         | Chacarita |                                                                               |                                                        |
| 50 | Primera B 1983                      | 41°   | Chacarita Juniors        | Chacarita | 6-2         | Tigre     | Gustavo Yalvé, Miguel Bianculli, Daniel Godoy (2), Fonseca Gómes (2)          | Rolando Chaparro (2)                                   |
| 51 | Primera B 1983                      | TR 4F | Chacarita Juniors        | Chacarita | 1-1         | Tigre     | Daniel Godoy                                                                  | Rolando Chaparro                                       |
| 52 | Primera B 1983                      | TR 4F | José Dellagiovanna       | Tigre     | (4) 2-2 (5) | Chacarita | Rolando Chaparro (2)                                                          | Gustavo Yalvé, Enrique Borrelli                        |
| 53 | Nacional B 1986/87                  | 20°   | José Dellagiovanna       | Tigre     | 2-0         | Chacarita | Adrián Di Fonzo (2)                                                           |                                                        |
| 54 | Nacional B 1986/87                  | 41°   | Chacarita Juniors        | Chacarita | 2-1         | Tigre     | José Lugo, Fabio Pereyra                                                      | Juan Corona                                            |
| 55 | Nacional B 1987/88                  | 14°   | Chacarita Juniors        | Chacarita | 0-0         | Tigre     |                                                                               |                                                        |
| 56 | Nacional B 1987/88                  | 35°   | José Dellagiovanna       | Tigre     | 2-0         | Chacarita | Walter Toloza, Jorge Godoy                                                    |                                                        |
| 57 | Nacional B 1988/89                  | 12°   | José Dellagiovanna       | Tigre     | 1-0         | Chacarita | Edgardo Paruzzo                                                               |                                                        |
| 58 | Nacional B 1988/89                  | 33°   | Chacarita Juniors        | Chacarita | 1-1         | Tigre     | Fabio Giménez                                                                 | Edgardo Paruzzo                                        |
| 59 | Primera B 1991/92                   | 9°    | José Dellagiovanna       | Tigre     | 2-2         | Chacarita | Favio Spotorno, Aldo Guirín                                                   | Ángel Hoyos (2)                                        |
| 60 | Primera B 1991/92                   | 26°   | Chacarita Juniors        | Chacarita | 0-3         | Tigre     |                                                                               | Juan Doná, Marcos Leiva, Aldo Guirín                   |
| 61 | Primera B 1992/93                   | 9°    | Chacarita Juniors        | Chacarita | 3-1         | Tigre     | Jorge Márquez, Carlos Leeb (2)                                                | Pablo Dialeva                                          |
| 62 | Primera B 1992/93                   | 26°   | José Dellagiovanna       | Tigre     | 0-4         | Chacarita |                                                                               | Gabriel Gnoffo, Carlos Leeb (3)                        |
| 63 | Primera B 1993/94                   | 16°   | Chacarita Juniors        | Chacarita | 4-0         | Tigre     | Carlos Leeb, Jorge Márquez, Gabriel Gnoffo, Mario Maggio (e)                  |                                                        |
| 64 | Primera B 1993/94                   | 16°   | José Dellagiovanna       | Tigre     | 1-1         | Chacarita | Cristian Fernández                                                            | Domingo Sarabia                                        |
| 65 | Primera B 1993/94                   | FC    | Antonio Vespucio Liberti | Tigre     | 0-1         | Chacarita |                                                                               | Guillermo de Luca                                      |
| 66 | Primera B 1993/94                   | FC    | Antonio Vespucio Liberti | Chacarita | 1-0         | Tigre     | Daniel Leani                                                                  |                                                        |
| 67 | Nacional B 1995/96                  | 9°    | José Dellagiovanna       | Tigre     | 0-1         | Chacarita |                                                                               | Salvador Mónaco                                        |
| 68 | Nacional B 1995/96                  | 9°    | Chacarita Juniors        | Chacarita | 2-4         | Tigre     | Marcelo Rufini, Carlos Leeb                                                   | Carlos Gastaldi, Luis González, José Pochettino (2)    |
| 69 | Nacional B 1998/99                  | 5°    | José Dellagiovanna       | Tigre     | 0-0         | Chacarita |                                                                               |                                                        |
| 70 | Nacional B 1998/99                  | 22°   | Chacarita Juniors        | Chacarita | 2-1         | Tigre     | Diego Otaño, Fabio Schiavi                                                    | Sebastián Carrizo                                      |
| 71 | Nacional B 1998/99                  | TR 4F | José Dellagiovanna       | Tigre     | 1-0         | Chacarita | Adrián Ávila                                                                  |                                                        |
| 72 | Nacional B 1998/99                  | TR 4F | Chacarita Juniors        | Chacarita | 1-0         | Tigre     | Luciano Abalos                                                                |                                                        |
| 73 | Nacional B 2005/06                  | 12°   | Chacarita Juniors        | Chacarita | 3-0         | Tigre     | Jorge Drovandi, Facundo Gareca (2)                                            |                                                        |
| 74 | Nacional B 2005/06                  | 12°   | José Dellagiovanna       | Tigre     | 1-0         | Chacarita | Matías Giménez                                                                |                                                        |
| 75 | Nacional B 2006/07                  | 15°   | José Dellagiovanna       | Tigre     | 0-0         | Chacarita |                                                                               |                                                        |
| 76 | Nacional B 2006/07                  | 15°   | Tres de Febrero          | Chacarita | 0-1         | Tigre     |                                                                               | Leandro Lazzaro                                        |
| 77 | Nacional B 2006/07                  | TR SF | Ciudad de Lanús          | Chacarita | 3-2         | Tigre     | Cristian Alfaro, Matías Alustiza (2)                                          | Leandro Lazzaro, Juan Pereyra                          |
| 78 | Nacional B 2006/07                  | TR SF | José Dellagiovanna       | Tigre     | 1-0         | Chacarita | Martín Morel                                                                  |                                                        |
| 79 | Primera División 2009/10            | 1°    | José Amalfitani          | Chacarita | 1-2         | Tigre     | Daniel Pereira                                                                | Leandro Lazzaro (2)                                    |
| 80 | Primera División 2009/10            | 1°    | José Dellagiovanna       | Tigre     | 0-2         | Chacarita |                                                                               | Mariano Echeverría (2)                                 |
| 81 | Primera División 2017/18            | 2°    | Chacarita Juniors        | Chacarita | 1-1         | Tigre     | Leandro Martínez                                                              | Carlos Rodríguez                                       |
| 82 | Primera Nacional 2019/20            | 12°   | Chacarita Juniors        | Chacarita | 0-3         | Tigre     |                                                                               | Emanuel Dening (3)                                     |
| 83 | Primera Nacional 2021               | 14°   | Chacarita Juniors        | Chacarita | 2-2         | Tigre     | Ramiro Fergonzi, Alexis Vega                                                  | Ijiel Protti, Pablo Magnín                             |
| 84 | Primera Nacional 2021               | 31°   | José Dellagiovanna       | Tigre     | 1-0         | Chacarita | Pablo Magnín                                                                  |                                                        |
| 85 | Copa Argentina 2024                 | 32F   | Julio Humberto Grondona  | Tigre     | (4) 1-1 (5) | Chacarita | Brahian Alemán                                                                | Rodrigo Salinas                                        |

### Goleadores
| Equipo            | Jugador                                        | Goles totales |
| ----------------- | ---------------------------------------------- | ------------- |
| Chacarita Juniors | Carlos Leeb Enrique Pessarini Alberto Palomino | 7 5 4         |
| Tigre             | Juan Haedo Juan Marvezy Rolando Chaparro       | 6 5           |

## Tabla comparativa entre los equipos
- Actualizado al 17 de agosto de 2025.

| Observaciones                                |                                         | |
| -------------------------------------------- | --------------------------------------- | --- |
| Nombre completo                              | Club Atlético Chacarita Juniors         | Club Atlético Tigre |
| Fecha de fundación                           | 1 de mayo de 1906 (119 años)            | 3 de agosto de 1902 (122 años) |
| Apodos                                       | Funebrero Tricolor                      | Matador Azules del Norte |
| Socios                                       | 11.800                                  | 19.295 |
| Estadio (capacidad)                          | Chacarita Juniors (19 000 espectadores) | José Dellagiovanna (26 282 espectadores)                                                                                             |
| Estadísticas en Primera División             |                                         | |
| Temporadas totales                           | 61 (18° posición)                       | 59 (20° posición) |
| Primera participación                        | 1925 (Asociación Argentina de Football) | 1913 (Federación Argentina de Football)                                                                                              |
| Última participación                         | 2017-18 (Superliga)                     | 2025 (Liga Profesional) |
| Títulos nacionales                           | 1 (Metropolitano 1969)                  | 1 (Copa Superliga 2019) |
| Subcampeonatos/finales                       |                                         | 6 (Copa Beccar Varela 1932, Apertura 2007, Apertura 2008, Clausura 2012, Trofeo de Campeones 2019, Copa de la Liga Profesional 2022) |
| Tabla histórica                              | 17º                                     | 20º |
| Goleadores en Primera División               | 1 (José Gaslini)                        | 3 (Denis Stracqualursi, Carlos Luna, Mateo Retegui)                                                                                  |
| Más goles convertidos en la historia         | Fabio Cassan (76)                       | Juan Marvezy (116) |
| Más partidos disputados en la historia       | Isaac López (343)                       | Martín Galmarini (393) |
| Jugadores aportados a Selecciones Nacionales |                                         | |
| Aportes totales                              | 24 fútbolistas                          | 27 fútbolistas |
| Convocados a la Copa América                 | 8                                       | 10 |
| Campeones con la Selección Argentina         | 4                                       | 5 |
| Goleadores con la Selección Argentina        |                                         | 1 (Juan Marvezy 1941) |
| Estadísticas en CONMEBOL                     |                                         | |
| Participaciones internacionales              |                                         | 6 |
| Ediciones Copa Libertadores                  |                                         | 2 (2013, 2020) |
| Ediciones Copa Sudamericana                  |                                         | 4 (2009, 2012, 2015, 2023) |
| Mejor posición                               |                                         | Finalista (Copa Sudamericana 2012)                                                                                                   |

## Uniformes tradicionales
- Chacarita Juniors: Su vestimenta histórica se compone por una camiseta listada con  franjas rojas y negras con vivos blancos; pantalón y medias negras.

| Chacarita Juniors |

- Tigre: Su vestimenta tradicional se compone por una camiseta azul Francia con una franja ancha horizontal rojo bermellón en su frente; pantalón y medias azules.

| Tigre |

### Futbolistas que jugaron en ambas instituciones
| - José Abba - Benicio Acosta - Juan Agotegaray - Ernesto Alonso - Ricardo Altamirano - Rafael Arcos - Daniel Arrivillaga - Federico Barrionuevo - Santiago Belardinelli - Cristian Bordacahar - Juan Cáceres - José Cafaro - Osvaldo Caligiuri - Pedro Cambareri - Cristian Campestrini - Luis Carniglia - Carlos Carrizo - Mario Casagrande - Raúl Celín - José Cevallos - Raúl de la Cruz Chaparro - Ángel Chazarreta - Rubén Checchia - Miguel Corna | - Agustín Cousillas - Osvaldo Damiano - Ricardo Diéguez - Mariano Echeverría - Sebastián Ereros - Osvaldo Escudero - Daniel Flores - Omar García - Ezequiel Garré - Sergio Giachello - Eduardo González - Germán Gorsd - Ariel Groothuis - Hugo Iervasi - Luis Islas - Pablo Islas - Carlos Itri - Adolfo Juárez - Teófilo Juárez - Sergio Lara - Luis Leeb - Ramiro Leone - Alberto Bravo - Oscar Manis | - Leonel Martens - Facundo Melivilo - Luis Méndez - Gerardo Méndez - Alejandro Montagliani - Diego Morales - Francisco Pannucci - Alberto Pascutti - Salvador Pasini - Enrique Perosino - Héctor Pistone - Ijiel Protti - Rafael Rimolo - Roberto Sánchez - Juan Santillán - Roberto Scriminacci - Atilio Tanzi - Agustín Torassa - Rubén Trentín - Víctor Valussi - Clemente Villagra - Carmelo Villalba - Mauro Villegas - Pablo Zuccarini |

### Entrenadores que dirigieron en ambas instituciones
- José Barreiro
- Emilio Baldonedo
- Héctor Irigoyen
- René Pontoni
- Federico Pizarro
- Roberto Rolando
- Osvaldo Sosa